# More Love
More Love – piąty album studyjny Anthony’ego B, jamajskiego wykonawcy muzyki reggae i dancehall.
Płyta została wydana 27 marca 2001 roku przez nowojorską wytwórnię Artists Only! Records. Nagrania zostały zarejestrowane w Anchor Recording Studio w Kingston. Ich produkcją zajął się Robert "Ffrench" French.

## Lista utworów
1. "Straight Can't Lean"
2. "Rolling Down the Street"
3. "Yard & Broad"
4. "Dem No Like Me"
5. "Talk Too Much"
6. "More Love"
7. "Folly Ground"
8. "Wrong A Wrong, Right A Wrong"
9. "My Story"
10. "Universal Joy"
11. "Clean Heart"